# Cutty Sark (whisky)

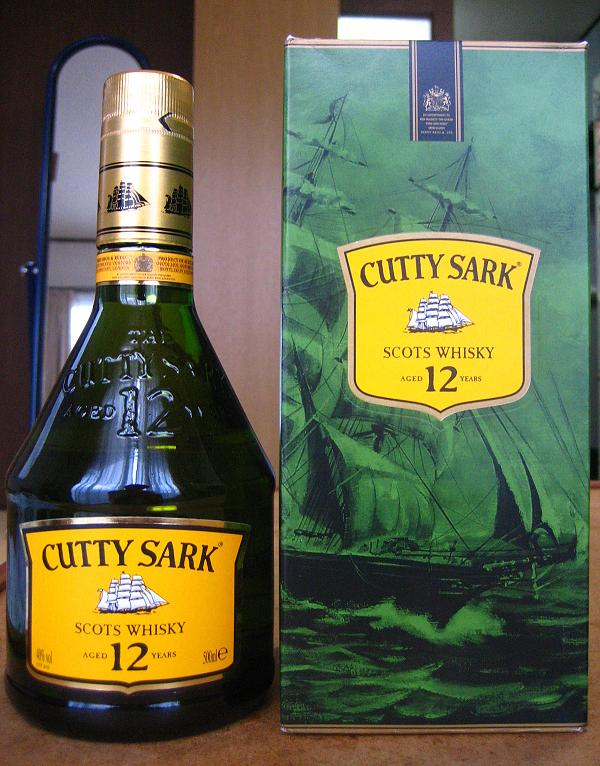
La bottiglia e la confezione

Il Cutty Sark è un whisky scozzese ispirato dalla omonima imbarcazione, che non a caso viene effigiata nell'etichetta.

## Nella cultura di massa
Nei romanzi di Clive Cussler della serie coll'agente NUMA Dirk Pitt, è uno dei superalcolici preferiti dal protagonista.
Nel film Green Book il pianista Don Shirley chiede al suo collaboratore di fargli trovare in camera una bottiglia Cutty Sark in ogni sera della tournée.